# Carlos Meillón
Carlos Meillón Ochoa fue un Político Mexicano. Fue hijo de Carlos Meillón Cañedo y de Clara Ochoa, así como nieto de Francisco Meillón Rigaud y Agustina de Cañedo y Maldonado. Nació en la ciudad de Guadalajara, sin embargo se radicó en Colima desde muy joven, donde comenzó a figurar en la política desde 1859 como regidor del Ayuntamiento, desempeñando después varios cargos públicos. Fue diputado local por cinco veces al Congreso de Colima y gobernador interino del mismo estado en diversas ocasiones. Meillón, fue Prefecto del Primer distrito cuando se acordaron cambios fundamentales en los nombres de las calles de Colima. Murió a los 68 años el 7 de noviembre de 1899.